# Poli(fluorek winylidenu)

Struktura meru PVDF

Poli(fluorek winylidenu), polifluorek winylidenu, PVDF (ang. polyvinylidene fluoride) – termoplastyczny polimer fluorowy (poliperfluorowęglowodór, fluorocarbon) o wysokim stopniu krystalizacji. PVDF łączy dobre własności mechaniczne, cieplne i elektryczne z wysoką odpornością chemiczną. Używany jest do produkcji, między innymi, membran do mikrofiltracji i ultrafiltracji. Jest surowcem do produkcji wędkarskiego fluorocarbonu (wyrób linek wędkarskich).